# جنی (آرکانزاس)
جنی (به انگلیسی: Jennie) یک منطقهٔ مسکونی در ایالات متحده آمریکا است که در آرکانزاس واقع شده‌است. جنی ۳۵٫۹۷ متر بالاتر از سطح دریا واقع شده‌است.